# Fuscidea oculata
Fuscidea oculata är en lavart som beskrevs av Oberholl. & V. Wirth. Fuscidea oculata ingår i släktet Fuscidea och familjen Fuscideaceae.   Inga underarter finns listade i Catalogue of Life.